# Сейранян, Валерий Беникович
Валерий Беникович Сейранян (6 июля 1939, Тбилиси — 31 марта 2016, Ереван) — советский и армянский геолог, историк и популяризатор науки, доктор геолого-минералогических наук (2004). Первооткрыватель месторождения бирюзы в Армении, детский писатель-сказочник.

## Биография
Родился в 1939 году в городе Тбилиси, в семье писателя Б. М. Сейраняна (1913—2003).
В 1963 году Окончил Московский институт стали и сплавов.
Начал работать в Управлении геологии Совета министров Армянской ССР. Изучал медные месторождения в Армении.
В 1972 году защитил кандидатскую диссертацию по теме:[уточнить]
В 1974 году открыл месторождение бирюзы (Техутское месторождение бирюзы) и изучал камни и самоцветы в Армении.
До 1992 года был в Армянской геолого-тематической партии Кавказского института минерального сырья имени А. А. Твалчрелидзе (Тбилиси).
Работал в Армянской геологоразведочной экспедиции «Армкварцсамоцветы» Всесоюзного научно-производственного объединения «Союзкварцсамоцветы».
В 2004 году стал доктором геолого-минералогических наук, защитил диссертацию, в Институте истории естествознания и техники имени С. И. Вавилова РАН, по теме: История изучения и использования камнесамоцветного минерального сырья на территории Армянского Нагорья: с древнейших времен — до начала XX в.
Скончался 31 марта 2016 года в городе Ереван.

## Награды и премии
- Первооткрыватель месторождения бирюзы в Армении.

## Детский писатель
Автор сказок и рассказов для детей, опубликовал более 20 из них в 2007—2012 годах в издательствах «НГ-Ex libris»: «Колечко, волки и гномы», «Тайна гномов» и других..
Автор нескольких детских журналов, книжек сказок «Весёлые слонята» (2010).